# 巴尔塔纳
巴尔塔纳（Bharthana），是印度北方邦Etawah县的一个城镇。总人口38781（2001年）。

## 人口
该地2001年总人口38781人，其中男性20350人，女性18431人；0—6岁人口5706人，其中男3040人，女2666人；识字率71.58%，其中男性为76.88%，女性为65.72%。